# Az eszperantó modern evolúciója
Az eszperantó modern evolúciója: az eszperantó nemzetközi segédnyelv a létrejötte óta többnyire stabil, különösen a többi tervezett nyelvhez képest. Ez az 1905-ös Boulogne-i határozatnak (B.h.) köszönhető , amelyben  Zamenhof korai műveit kötelezővé tette; A legtöbb nyelvváltoztatási kísérletet ezért külön nyelvi projektnek tekintették (u. n. Esperantidoj), amelyeket az eszperantó közösség többnyire figyelmen kívül hagyott. A nyelvben bekövetkezett fő változás a szókincs jelentős bővülése volt, amelyet nagyrészt a szakzsargon fordításai vezéreltek, amit a B.h. megenged. A mondattanban és a szemantikában azonban finomabb változások történtek, mivel az eszperantó szerzők többsége a szláv és német anyanyelvről más nyelvekre, például franciára és angolra tértek át.

## Szókincs
Komoly vita folyik arról, hogy a nemzetközi szakszavakat át kell-e venni a nemzetközi használatból az eszperantó új szavainak létrehozásakor, vagy a szükségletet kielégíthető a hagyományos eszperantó szóképzéssel, ez a jobb út. Ez nagyrészt kulturális vita: az európaiak, akik már ismerik az ilyen „nemzetközi” szókincset, gyakran az ilyen kifejezések elfogadását részesítik előnyben, míg az ázsiaiak, akik esetleg nem ismerik ezeket, gyakran inkább lecserélik őket. Egy példa erre a "computer". A „számítógép” szóra vonatkozó korai javaslatok tartalmazták a komputero-t és a komputoro-t, de végül felváltotta a komputilo belső szóképzés, a komputi „számítani” igéből, valamint az -ilo „eszköz” utótagból.
Némi kritika érte a mal- előképző használatát a gyakori melléknevek ellentéteinek létrehozására, mint például a mallonga "rövid" a longa "hosszú", vagy a malmultekosta "olcsó" a multekosta "drága" képzett szavakat. Több tucat neologizmust találtak ki ezekre az antonimákra (ellentétes jelentésű szavak) (pl. a kurta "rövid" és a ĉipa "olcsó" - inkább a szépirodalomban használatosak), de sokan nem fogadták el használatukat. A kevesek egyike a dura „kemény”, mivel az eredeti, mola „lágy” szóból származó malmola szó túl lágyan hangzik ahhoz, hogy „keményt” jelentsen. Egy esetben egy antonim utótagot javasoltak, egy dicsérő -el-, amely ellentétben állna a pejoratív -aĉ--vel: skribo "írás", skribaĉo "firkálás", skribelo "kalligráfia". Az aĉa-val ellentétben problémás az -el- utóképző önálló szóként való használata, egy meglévő elöljáró miatt.

## Kiejtés
Az eszperantó kiejtésben a leglátványosabb változás a ĥ hang majdnem elvesztése volt. Például a német eredetű ĥino "kínai" szót egy olasz/angol ĉino váltotta fel. A legtöbb esetben a ĥ-t k-ra cserélték, mint a kemio-ban a ĥemio "kémia" esetében; az egyedüli szavak, amelyek általában megtartják: ĉeĥo "cseh", eĥo "echo" és ĥoro (vagy koruso) "kórus", bár továbbra is használják az idegen nevek átírásában. 
Változások a kiejtésben, amelyet Zamenhof soha nem határozott meg, új szókinccsel és különösen idegen nevekkel együtt vezettek be. Az egyik ilyen az ŭ kiterjesztése, amely eredetileg csak magánhangzóként fordult elő az aŭ és eŭ diftongusokban (kettőshangzó), az angol w-hez hasonló mássalhangzó-használatra, amelyet Zamenhof általánosan v-re cserélt. Azonban többek között a szlávok és a németek nehézségekbe ütközik a  ŭ és a v mássalhangzó megkülönböztetésekor, és a legtöbb neologizmusban a mássalhangzó ŭ-t v-re cserélték, ahogyan a ŭato → vato "Watt"-ban is. A tulajdonnevekben, mint például a Ŭakajama ~ Vakajama "Wakayama", több változat van. Hasonlóképpen nem jutottak messzire az új ŭ diftongusok, mint például az oŭ; az angol bowl szót bovloként fogadták el, nem *boŭlo-ként.
Egy másik vitatott változás a kettős mássalhangzók bevezetése. A hagyományos eszperantóban a kettős mássalhangzók előfordulhatnak a kiejtés határain belül, mint a mallonga (mal-longa) "rövid", de nem találhatók meg a szógyökökön belül. A legtöbb kettős betűvel bevezetett szó (beleértve a tĉ és dĝ) azóta módosult, például Buddo → Budao "Buddha". Talán a leggyakoribb gyök, amely megtartja a kettős mássalhangzót, a finno "Finn", amely a fino "vége" közel homonimája. Noha a suomo-t helyettesítőként vezették be, ezt nem használták olyan szóösszetételek, mint a finno-ugra "finnugor". Vita folyik arról, hogy kívánatosak-e az ilyen szavak nemzetközi formáitól való eltérése.

## Alaktan
Az eszperantó morfológiát új utótagokkal bővítették, de a nemzetközi műszaki terminológián kívül ezek közül csak kevéset használnak széles körben. Kettőt fogadtak el hivatalosnak: Az -io utótag az országok és államok nevének származtatására szolgál, példáulMeksikio "Mexikó" és "Mexikóváros" és Vaŝintonio "Washington állam" és Vaŝintono "Washington DC". Sok eszperantista az -io-t is használja az -ujo helyett, amely a lakosairól elnevezett országok eredeti utóképzője, így az Anglio "Anglia" a hagyományosabbAanglujo mellett található. A másik hivatalos kiegészítés az -enda utóképző, amely azt jelzi, hogy valamit tenni kell (pl. pagenda "fizetendő)"); ezt eredetileg az Ido reform részeként vezették be. Néhány másik Ido utótag bekerült a nyelvbe, különösen a költészetben, és széles körben elismert, mint például az -oza "tele van", mint a poroza "porózus".
A több nemzeti nyelv – pl. a spanyol, a portugál és az olasz – amelyek az -o és -a végső magánhangzókat használják a nemek jelölésére, valamint az ezeket a beszédrészeket jelölő eszperantó – közötti ütközés, amely a nyelvben megváltozott. Egyes női nevek, amelyek -a-ra végződnek ezekben a nyelvekben. Ez kevésbé volt hatással az eszperantó használattal párhuzamos nevekre, mint például Jozefa ~ Jozefino "Josephine" (Jozefo "Joseph" szóból), de ma már túlnyomórészt az olyan nevek esetében, mint a Johana ~ Johanino "Joanna" és különösen a Maria ~ Mariino "Maria".
Egy másik nemi vonatkozású változás az eredendően hímnemű szavak számának fokozatos csökkentése. Eredetileg egy szakma minden tagja, mint például dentisto "fogorvos", minden olyan személy, akit valamilyen tulajdonság határoz meg, mint például junulo "fiatal" és Kristano "keresztény", minden etnikum, például angla "angol", és minden verbális az emberekre használt szavak, mint például a kuranto „futó”, hímneműek voltak, hacsak nem képezték a "nő" -ino utótaggal; jelenleg csak húsz ilyen szó van, többnyire rokonsági kifejezések maradnak hímneműek.
Radikálisabb változás az, hogy a nemet szándékosan kiiktatták a megmaradt hímnemű szógyökökből, mint például a patro „apa”, amelyek lényegében nem hímneműek egy hímnemű utótag bevezetésével a párhuzamos nőnemű -ino mellé. A leggyakoribb javaslat az -iĉo, amely széles körben elismert. Ezzel párhuzamosan egy nemileg semleges, egyes szám harmadik személyű névmás bevezetése az „s/he” kifejezésre, de kevés volt az egyetértés abban, hogy mi legyen ez, míg végül a legtöbben az ri mellett döntöttek. Mindkét változást  ellenzik az eszperantisták többsége, akik ragaszkodnak a Boulogne-i Nyilatkozathoz.

## Nyelvtan
Az eszperantó nyelvtanban volt egy korai vita arról, hogy az olyan kifejezésekben, mint a „született” kell-e használni az -at- (naskata a „született” szót), amelyet a germán és szláv nyelvek anyanyelvi beszélői preferálnak, vagy az -it- múlttagot (naskita), amelyet a román anyanyelvűek kedvelnek. A vita részben arra irányult, hogy az utótagok közötti lényeges különbség igei- vagy nézőponti-e, de elsősorban a beszélők anyanyelvi konvencióit követték. Végül a vita teljes elkerülése érdekében általánossá vált az -iĝ- képző használta.
A közelmúltban az állapot vagy helyzet leírására egyre gyakrabban használatosak a melléknévi igenév kifejezések helyett, némi költői használathoz követve, így ma már gyakran hallani a „li sanas” szót a „li estas sana” "jól van". Ezt olyan ázsiai nyelvek ihlették, mint a kínai és a japán, amelyek a jelzői fogalmakat alapvetően verbálisként kezelik. Különösen a következő esetekben volt ellenállás (li falantas "esik", "li falantis" "esik", "li falintas" "leesett" , li falintis "elesett" stb.), amelyet sok európai túlságosan összetettnek talált. Bár még mindig kisebbségi használat, az ilyen formákkal kapcsolatos vita nagyjából elcsendesedett.
Néhány új elöljárószó került bevezetésre a szórészvégződés eltávolításával a meglévő szógyökökből. Ezek közül a leggyakoribb a fare de. A fare de kifejezés segít elkerülni a de elöljárószó néha kétértelmű olvasatát. Egy másik neologizmus a cit a citi "idézni" igéből származik, és az idézetek bevezetésére szolgál.
Az eszperantó nyelvben alkalmanként nehézséget okoz az tárgyeset használata olyan főnévi kifejezésekkel, amelyek nem fogadják el könnyen az -n tárgyeset jelét, mint például az olyan korrelatívok, mint az "az a sajátja", az idézetek, vagy olyan kifejezések, amelyek már tartalmaznak a tárgyeset jelét, mint például provoj savontaj ĝin "megkísérli megmenteni", forpelado hundon "elűzi a kutyát". Hagyományosan ez utóbbi helyzetben a de elöljárószót használták, de ez nagyon kétértelmű: a forpeladon de hundo jelentheti a kutyát elűzték, valamit elhajtott a kutya, vagy valamit elhajtottak a kutyától. Javasoltak egy na tárgyas elöljárószót, amely széles körben elismert. A meglévő határozatlan idejű je elöljárószót azonban ugyanúgy használhatjuk: forpeladon na hundo, je hundo.
Az -unt-, -ut- feltételes melléknévi igeneveket a múltbeli, jelenbeli és jövőbeli -int-, -it- utóképzőkkel analógia útján hozták létre, -ant-, -at- ; -, -it-, -int-, -ont-, -ot-, az -is, -as, -os igei igeidők magánhangzós ekvivalenciáinak kiterjesztésével a -us feltételes módra. Például a la reĝunto „az ember, aki király lenne”; a hakuta arbo "egy fa, amit kivágnának" (ha nem lenne tüskés stb.). Bár ezek a formák könnyen felismerhetők, ritkák. További képzett szavak, mint például a prezidento „elnök” a prezidi „elnököl”, és az ebből eredő prezidanto „az, aki (jelenleg) elnököl” stb. A fent említett -iĝi inchoative utótagon kívül nincs passzív megfelelője.

## Fordítás
- Ez a szócikk részben vagy egészben  a   Modern evolution of Esperanto című angol Wikipédia-szócikk ezen változatának fordításán alapul.  Az eredeti cikk szerkesztőit annak laptörténete sorolja fel. Ez a jelzés csupán a megfogalmazás eredetét és a szerzői jogokat jelzi, nem szolgál a cikkben szereplő információk forrásmegjelöléseként.